# 德永星
7160號小行星（7160 Tokunaga）是一颗围绕太阳公转的小行星。1981年10月24日，由美國天文學家舒爾特·巴斯在帕洛马山天文台发现c。
小行星以夏威夷大學日裔美國天文學家德永隆（Alan Takashi Tokunaga）的姓氏命名。
这颗小行星的绝对星等为13.55等，直徑5.125公里。